# MathSciNet
MathSciNet es una base de datos bibliográfica en línea con capacidad de búsqueda creada por la American Mathematical Society en 1996. Contiene todo el contenido de la revista Mathematical Reviews (MR) desde 1940 junto con una extensa base de datos de autores, enlaces a otras entradas de MR, citas, entradas completas de la revista y enlaces a artículos originales. Contiene casi 3,6 millones de artículos y más de 2,3 millones de enlaces a artículos originales.
Junto con su publicación matriz Mathematical Reviews, MathSciNet se ha convertido en una herramienta esencial para los investigadores en ciencias matemáticas. El acceso a la base de datos se realiza únicamente mediante suscripción y, por lo general, no está disponible para investigadores individuales que no estén afiliados a una institución suscrita más grande.
Durante los primeros 40 años de su existencia, se utilizó la tipografía tradicional para producir la revista Mathematical Reviews. A partir de 1980, la información bibliográfica y las propias reseñas se produjeron tanto en formato impreso como electrónico. Esto formó la base de la primera versión puramente electrónica llamada MathFile lanzada en 1982. Se agregaron más mejoras durante los siguientes 18 años y la versión actual conocida como MathSciNet entró en línea en 1996.
A diferencia de la mayoría de las otras bases de datos de resúmenes, MathSciNet se encarga de identificar de forma única a los autores. Su búsqueda de autores permite al usuario encontrar publicaciones asociadas con un registro de autor determinado, incluso si varios autores tienen exactamente el mismo nombre o si la misma persona publica con varios nombres o variantes de nombres. El personal de MathSciNet a veces incluso se pone en contacto con los autores para asegurarse de que MathSciNet haya atribuido correctamente sus artículos.
MathSciNet desarrolla conjuntamente la taxonomía de clasificación de materias de matemáticas con zbMATH.

## Alcance
MathSciNet contiene información sobre más de 3 millones de artículos y más de ochocientos mil autores indexados de 1800 revistas matemáticas, muchos de ellos resumidos "de principio a fin". Una parte de esas revistas (alrededor de 450 en 2012) están designadas como "Revistas de lista de referencia"; para MathSciNet se incluyen entradas de artículos de estas revistas, listas de referencias originales.
Además, se incluyen reseñas o información bibliográfica sobre artículos seleccionados de muchas revistas de ingeniería, informática y otras revistas aplicadas resumidas por MathSciNet. La selección la realizan los editores de Mathematical Reviews. Los editores aceptan sugerencias para cubrir revistas adicionales, pero no reconsideran la inclusión de artículos faltantes.